# Zaránd vármegye
Zaránd vármegye egyike az 1876-os megyerendezés során megszűnt történelmi vármegyéknek.

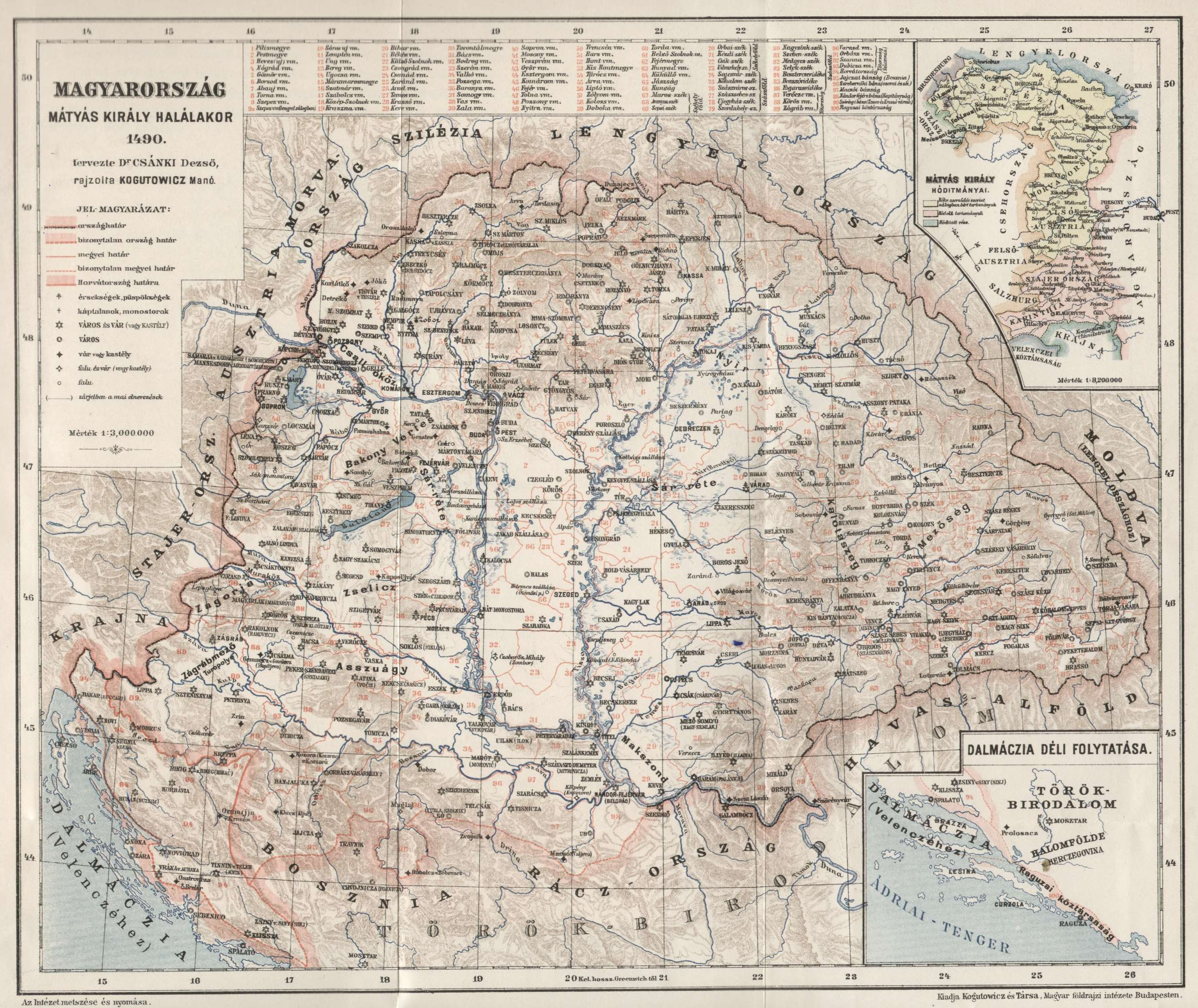
Csánki Dezső–Kogutowicz Manó: Magyarország Mátyás király halálakor

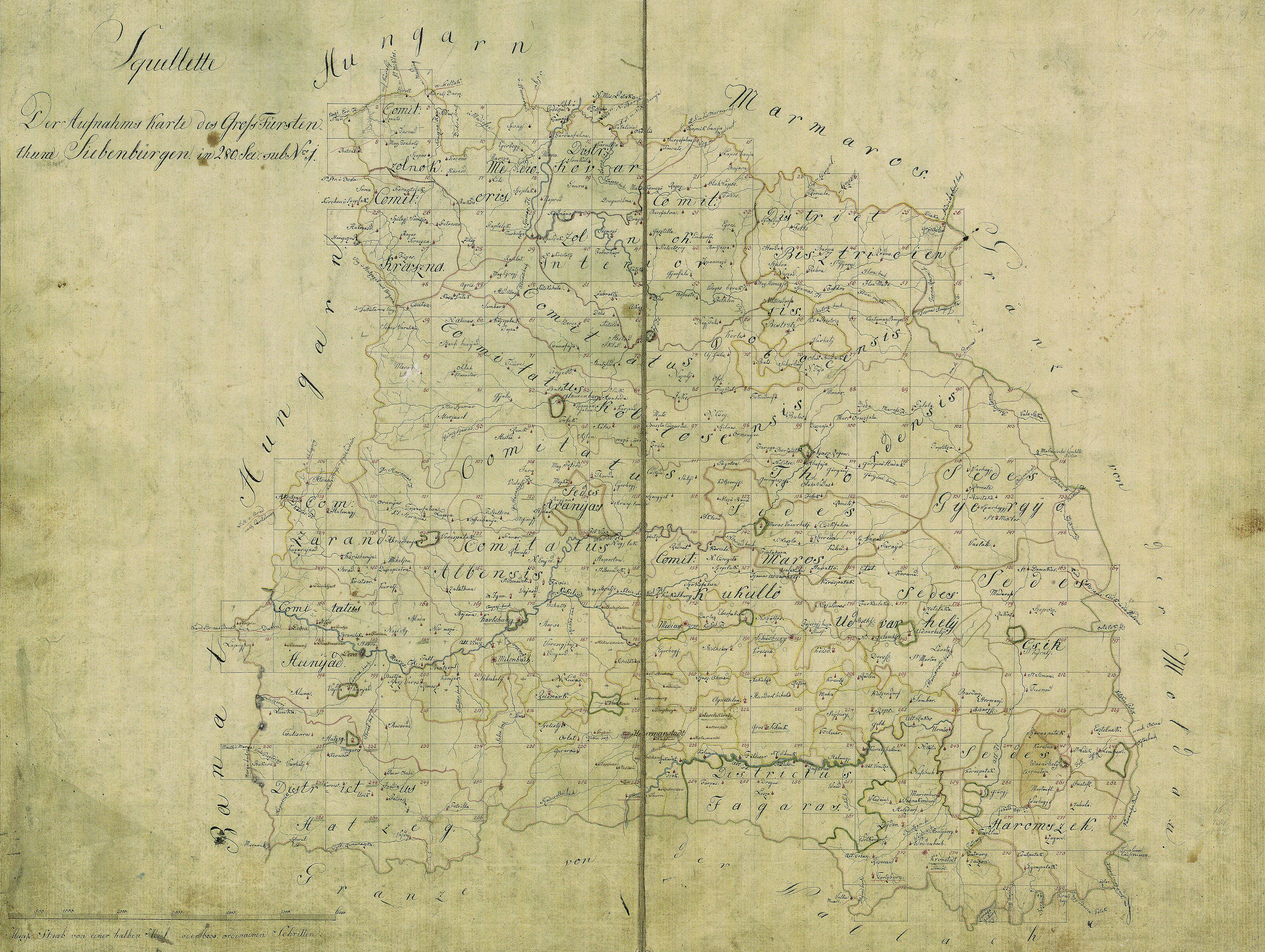
Közigazgatási beosztás az első katonai felmérés térképművének részletén

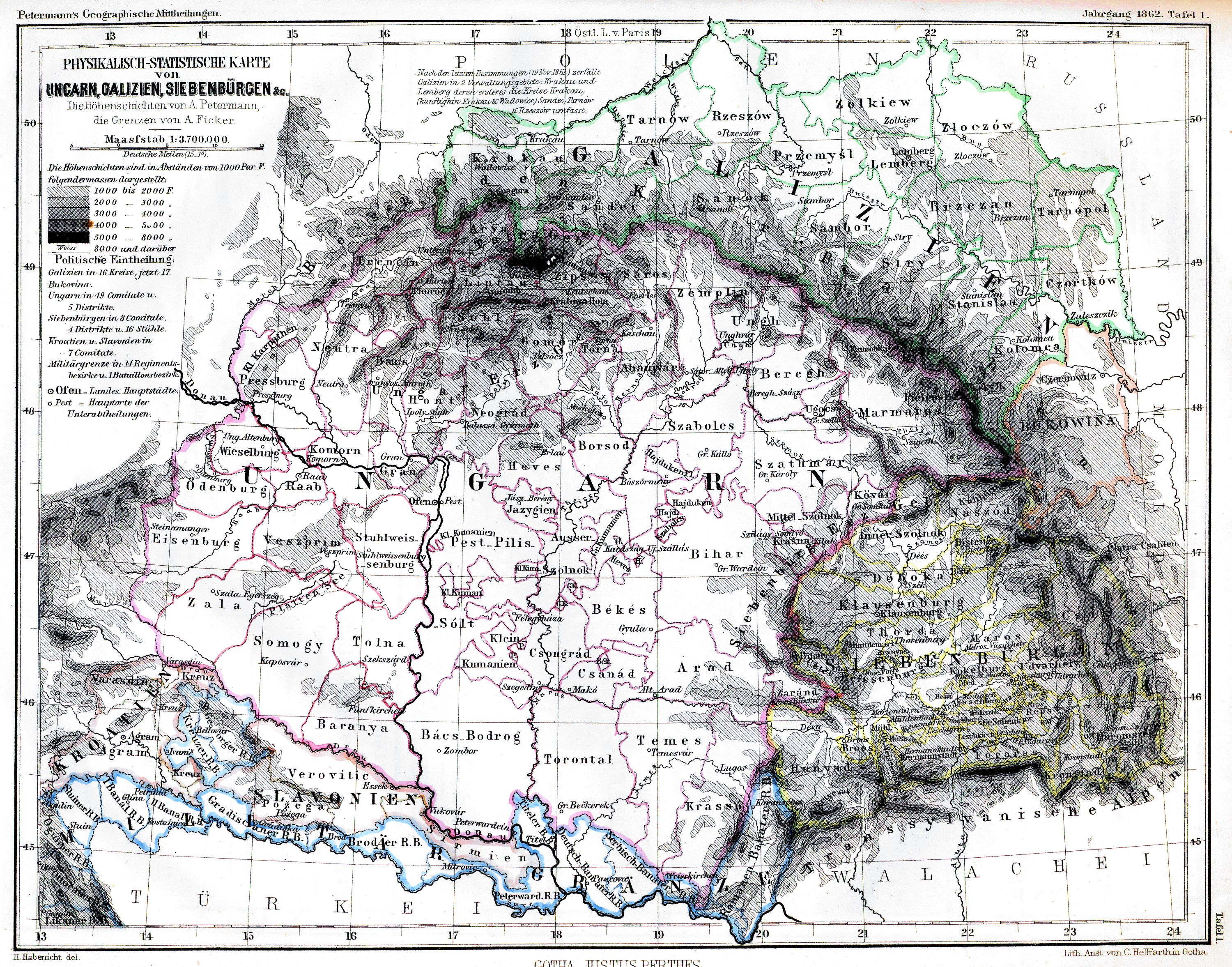
Közigazgatási egységek egy 1862-es térképen

## Nevének eredete
Neve a régi magyar Zaránd személynévből való, mely a szláv Svaran személynévből származik.
Nagy Géza szerint a Zaránd név jelentése arany.

## Fekvése
A vármegye nagyrészt a mai Romániában, nagyjából a mai Arad megye északi felén feküdt.

## Története
Zaránd vármegyét Szent István király hozta létre az államalapítás és a királyi vármegyerendszer megszervezése idején Zarándvár (Zaránd) központtal.
Későbbiekben a székhelyét Pankotára helyezték át. Az idők folyamán Zaránd visszakapta vármegyeszékhelyi rangját, de hamarosan a település jelentőségét vesztette, így Körösbányát jelölték ki az új (és utolsó) székhelyéül. Az 1876. XXXIII. törvénycikk a vármegyét megszüntette, legnagyobb részét Hunyad, kisebbik részét Arad vármegye területéhez csatolta.
1870-ben 63.382 lakosa volt, melyből 60.639 (95,7%) ortodox, 1.356 (2,1%) római katolikus, 759 (1,2%) görög katolikus és 628 egyéb (főleg református) vallású volt. 97% román és 3% magyar nemzetiségű.